# Tramayes
Tramayes är en kommun i departementet Saône-et-Loire i regionen Bourgogne-Franche-Comté i östra Frankrike. Kommunen ligger i kantonen Tramayes som tillhör arrondissementet Mâcon. År 2022 hade Tramayes 1 067 invånare.

## Befolkningsutveckling
Antalet invånare i kommunen Tramayes
| Referens: INSEE |